# HNK Krilnik Split

## O klubu
HNK Krilnik Split je nogometni klub iz grada Splita. Nastao je 1992. g. u jeku Domovinskog rata. Osnivači kluba u početku su mu dali ime Nada - smatrajući da bi bilo primjereno obnoviti nekada poznati, ali odavno ugašeni splitski klub. Nekoliko godina kasnije u sezoni 1994/95. klub mijenja svoj dotadašnji naziv. Izabrano je novo ime - Krilnik. 

Pod problemima besparice, snalazeći se na razne načine, novi splitski klub nastupao je u 1. županijskoj ligi Splitsko-dalmatinske županije. Iako je na početku djelovanja - u svojoj prvoj sezoni - bio pravo iznenađenje, osvojivši umalo prvo mjesto, u kasnijem periodu, tijekom dvije tisućitih nije više imao naročitih uspjeha, uglavnom se zadržavajući u donjim dijelovima prvenstvenih ljestvica. 

U sezoni 2017/18. klub se natjecao u 2. ŽNL.

## Škola nogometa
Škola nogometa HNK Krilnik djeluje u svim uzrastima - mlađi pioniri, stariji pioniri, kadeti i juniori.
Kadeti i juniori natječu se u 1. ŽNL.
Trener kadeta i juniora je Ante Zebić.

## Stadion
Krilnik igra svoje utakmice - kao domaćin - na stadionu Sv.Nikola, koji se nalazi u velikom kompleksu splitske ratne luke Lora. Na njemu djeluje i klupska omladinska škola.